# Larry Van Kriedt
Larry Van Kriedt est un bassiste et saxophoniste américain né en 1954. Il fut le premier bassiste du groupe australien de hard rock AC/DC de décembre 1973 à février 1974. Il fut remplacé par Neil Smith. Après une succession de bassistes, Larry est revenu dans le groupe pour quelques jours en janvier 1975. Il fut ensuite décidé que le rôle de bassiste serait comblé par Malcolm Young ou le frère aîné George Young jusqu'à ce qu'une solution plus permanente puisse être trouvée. Cette solution fut Mark Evans, qui rejoignit le groupe en mars 1975. Kriedt est le seul membre de l'histoire du groupe à être né aux États-Unis.